# Omanovac
Omanovac is een plaats in de gemeente Pakrac in de Kroatische provincie Požega-Slavonië. De plaats telt 186 inwoners (2001).